# ヨアシム・フィッシャー・ニールセン
ヨアシム・フィッシャー・ニールセン（Joachim Fischer Nielsen、1978年11月23日 - ）はデンマークの男子バドミントン選手。コペンハーゲン出身。
混合ダブルスでクリスティーナ・ペデルセンとペアを組み、2009年世界選手権と2012年ロンドンオリンピックで銅メダルを獲得。

## 主な成績
| 年   | 大会                 | 種目 | 成績 | Name                    |
| ---- | -------------------- | ---- | ---- | ----------------------- |
| 2008 | デンマークオープン   | XD   | 優勝 | ニールセン / ペデルセン |
| 2009 | 世界選手権           | XD   | 3位  | ニールセン / ペデルセン |
| 2009 | デンマークオープン   | XD   | 優勝 | ニールセン / ペデルセン |
| 2011 | フランスオープン     | XD   | 優勝 | ニールセン / ペデルセン |
| 2011 | デンマークオープン   | XD   | 優勝 | ニールセン / ペデルセン |
| 2012 | ロンドンオリンピック | XD   | 3位  | ニールセン / ペデルセン |